# Ustawa o ambasadzie w Jerozolimie

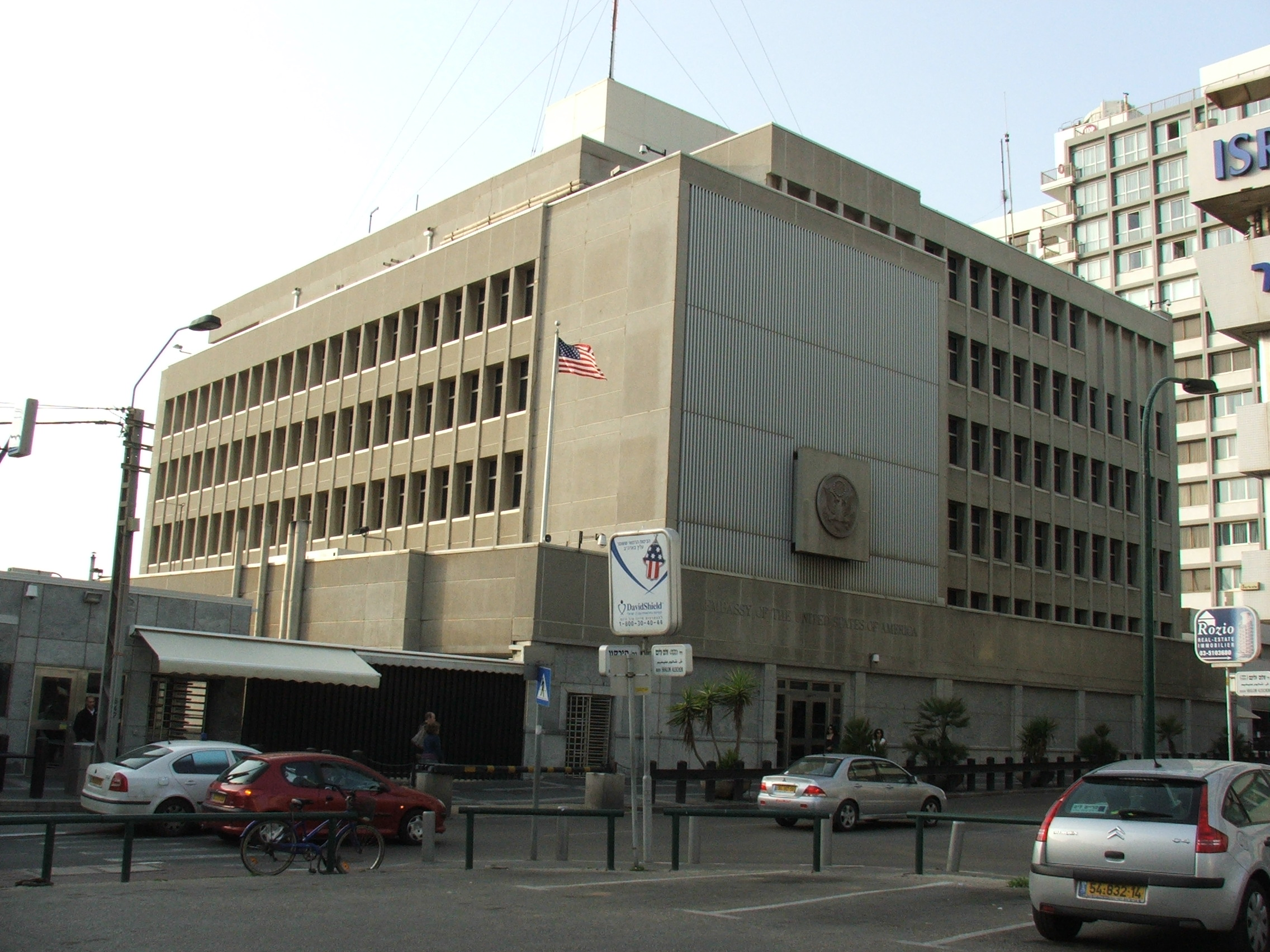
Dawna Ambasada Stanów Zjednoczonych w Tel Awiwie; obecnie Oddział Ambasady Stanów Zjednoczonych w Tel Awiwie

Ustawa o ambasadzie w Jerozolimie (ang. Jerusalem Embassy Act of 1995) – ustawa uchwalona 24 października 1995 przez 104. Kongres Stanów Zjednoczonych, na posiedzeniu wspólnym Izby Reprezentantów i Senatu, zobowiązująca rząd do przeniesienia amerykańskiej ambasady w Izraelu z Tel Awiwu do Jerozolimy najpóźniej do 1999.
Zachodnia Jerozolima jest częścią terytorium Izraela od uzyskania przez ten kraj niepodległości, Wschodnia Jerozolima, należąca od 1949 do Jordanii, została zajęta w 1967 w wyniku wojny sześciodniowej. W 1980 Izrael proklamował Jerozolimę jako swoją „wieczną stolicę”, status międzynarodowoprawny miasta pozostaje jednak nieuregulowany, a większość państw uznaje za stolicę Tel Awiw i tam umieściło swoje ambasady. Palestyńczycy widzą we Wschodniej Jerozolimie stolicę swego przyszłego państwa.
Od 1995 kolejni prezydenci Stanów Zjednoczonych – Bill Clinton, George W. Bush i Barack Obama – podpisywali rozporządzenia w sprawie czasowego odroczenia wejścia w życie ustawy, z obawy nad jej reperkusjami, w szczególności zagrożeniem dla procesu pokojowego na Bliskim Wschodzie.
Donald Trump zapowiadał przeniesienie ambasady do Jerozolimy zarówno w swojej kampanii wyborczej, jak i podczas spotkania z premierem Binjaminem Netanjahu w lutym 2017, jednak w czerwcu – wzorem poprzedników – odroczył jej wejście w życie. 6 grudnia tego samego roku zdecydował się jednak „potwierdzić oczywistość”, uznał Jerozolimę za stolicę Izraela i nakazał Departamentowi Stanu rozpoczęcie procedury przeniesienia ambasady.
Przed ogłoszeniem swojej decyzji Trump poinformował o niej premiera Netanjahu, palestyńskiego prezydenta Mahmuda Abbasa, króla Jordanii Abdullaha II, prezydenta Egiptu Abd al-Fattaha as-Sisiego oraz króla Arabii Saudyjskiej Salmana. Netanjahu z uznaniem przyjął decyzje Trumpa, uznając ją za „odważną i sprawiedliwą”, w podobnym tonie wypowiadali się inni izraelscy politycy – minister Naftali Bennett określił 6 grudnia jako „piękny dzień dla narodu żydowskiego”. Decyzja Trumpa została źle odebrana przez przywódców innych krajów, w tym sojuszników USA. Świeckie i islamskie organizacje palestyńskie zapowiedziały organizowanie wieców i zaapelowały o strajk generalny w proteście przeciw decyzji Trumpa. Lider Hamasu Isma’il Hanijja wezwał do rozpoczęcia nowej intifady. Na wezwanie króla Jordanii, zapowiedziano zwołanie w trybie pilnym szczytu Ligi Państw Arabskich. Miało również dojść do spotkania Organizacji Współpracy Islamskiej.
14 maja 2018 Ambasada Stanów Zjednoczonych w Jerozolimie została otwarta. Gwatemala była drugim krajem, który otworzył swoją ambasadę w Jerozolimie. Blisko 90 państw utrzymywało swoje ambasady w Tel Awiwie.
W czerwcu 2019 izraelski rząd – w podziękowaniu dla Trumpa za przeniesienie ambasady do Jerozolimy oraz uznanie Wzgórz Golan za integralne terytorium Izraela – nazwał imieniem amerykańskiego prezydenta nowo powstałe osiedle.